# سد میائووی
سد میائووی (به لاتین: Miaowei Dam) یک سد و نیروگاه برقابی در چین است که در Yunlong County, Dali Bai Autonomous Prefecture, Yunnan واقع شده‌است.